# ناصر الشامي
ناصر الشامي (من مواليد 27 يونيو 1982) هو الملاكم السوري، الذي شارك في فئة الوزن الثقيل (- 91 كلغ) في دورة الألعاب الأولمبية الصيفية لعام 2004 وحصل على الميدالية البرونزية. واصيب ناصر الشامي في 4 يوليو عام 2011 من خلال قوات الأمن السورية بينما كانوا يحتجون على النظام السوري بشار الأسد.
- ميدالية برونزية في ألعاب الأولمبياد الصيفية سنة 2004